# Осведомитель
Осведомитель, доносчик — человек, тайно сотрудничающий с правоохранительными органами или со спецслужбами и передающий им нужную информацию о деятельности лиц, представляющих оперативный интерес. 
Синоним — «стукач» (жаргон). Не следует путать с североамериканским «информатором» (whistleblower).

## История

### В России
Слово «осведомитель» широко использовалось в Российской империи, где осведомителями называли секретных агентов «охранки». Во второй половине XIX века распространились фразеологизмы «гороховое пальто» или «гороховая шинель», означавшие причастность к сыскному отделению, символ осведомителя. Такую коннотацию гороховый цвет, означавший оттенки серо- или грязно-жёлтого цвета, получил после публикации повести А. С. Пушкина «Истории села Горюхина», в которой в шинель горохового цвета одет господин Б., известный доносчик Фаддей Булгарин. Официально осведомители в Российской империи назывались секретными сотрудниками (сокр. сексоты). 
В разговорной речи осведомителей часто называли и называют доносчиками. Кроме того, имеется много сленговых названий.
В начале XX века тайная агентура политического сыска в России составляла около 40 тысяч человек.
После революции органы ВЧК намеревались обходиться без осведомителей, деятельность которых вызывала презрение у революционеров, знавших об их неблаговидной деятельности. Однако в марте 1918 года Ф. Э. Дзержинский выступил на коллегии ВЧК с докладом «О милитаризации комиссии». Речь шла о введении в ВЧК воинской дисциплины. Тогда же на коллегии было принято решение «о применении на практике агентурного метода осведомления». В первое время использование осведомителей вызывало негативное отношение некоторых большевиков, сталкивавшихся в своей революционной деятельности с вербовкой жандармами членов партии.
После 1950-х годов и начала так называемой «Хрущёвской оттепели» в разговорной речи употребительным словом стало имеющее резко негативный оттенок слово «стукач», заимствованное, по-видимому, из воровского сленга. Это слово часто используется при обсуждениях вопроса об этическом и нравственном аспекте осведомительства.
В документах КГБ и МВД СССР использовался термин «источник оперативной информации».

Численность агентуры КГБ позволяет оценить докладная записка Андропова от 6 мая 1968 года: 
В 1967 году органами КГБ было завербовано 24952 агента, что составляет около 15% всего агентурного аппарата, численность которого с учетом исключенной из него агентуры в течение года существенно не изменилась.
В настоящее время в терминологии российских оперативных служб термин «осведомитель» полностью заменён термином «агент».

### В США
В американской системе правосудия осведомители играют важную роль, так как во многих случаях они используются прокурорами в качестве свидетелей преступления (уже совершенного или готовящегося), что может дать прокурору достаточно «компромата» на подозреваемое лицо для возбуждения уголовного дела, запроса у судьи ордера на обыск или арест.
При этом осведомители часто вознаграждаются за их помощь. Вознаграждением может быть сделка с прокурором об освобождении от ответственности за совершённое преступление или иметь денежную форму. Зачастую осведомители зарабатывают этим на жизнь, так как вознаграждение может быть пропорционально количеству конфискованного при содействии осведомителя имущества.

#### Научная
- Измозик В. С. Глаза и уши режима (государственный политический контроль за населением Советской России в 1918—1928 годах). — СПб.: Изд-во Санкт-Петербургского университета экономики и финансов, 1995. — 164 с.
- Перегудова З. И. Политический сыск в России (1880—1917). — М.: РОССПЭН, 2000. — 432 с. — ISBN 5-8243-0063-1.

#### Художественная
Горький А.М. Карамора (Сборник "Рассказы 1922–1924 годов").
Аверченко А.Т. Опора порядка (сатира).